# 许朋乐
许朋乐（1948年—），男，中国电影事业家，曾任上海电影集团公司副总裁、文学编辑，上海电影译制厂厂长，中国电影家协会理事。